# Les avantures de Telemaque fils d'Ulÿsse & c.
Les avantures de Telemaque fils d'Ulÿsse & c. is een album met 86 tekeningen van de Brusselse tekenaar Richard van Orley (1663-1732).

## Situering
Richard van Orley behoort tot de belangrijkste Zuid-Nederlandse kunstenaars uit de 17e en 18e eeuw.
De reeks getiteld Les avantures de Telemaque fils d'Ulÿsse & c. bestaat uit 86 tekeningen van de hand van Richard van Orley. Het werk wordt in de eerste biografieën over het werk van van Orley, te situeren in de 18e eeuw, omschreven als een meesterwerk.
De tekeningen werden gebruikt ter illustratie voor de in 1699 verschenen roman Les avantures de Télémaque van de Franse schrijver en filosoof François Fénelon. De publicatie diende als roman voor het cultureel opvoeden van de bevolking en meer bepaald de jonge hertog van Bourgondië, Lodewijk van Frankrijk (1682-1712). De dimensies en het grote aantal horizontale ontwerpen doen echter vermoeden dat het werk niet ontworpen werd als boekillustratie.
Alain Jacobs schreef het volgende over dit werk:
Avec cette suite qui participe pleinement encore du langage baroque par l'élan dynamique et le lyrisme poétique de chaque composition, par le goût de la fantaisie, par les réferences formelles et culturelles puisées à divers courants artistique du XVII siècle, Richard van Orley a porté l'art de l'illustration à un haut degré de perfection. Oeuvre de maturité, elle représente, par son ambition, son orginalité et ses qualités plastiques, la synthèse de l'art de Van Orley. Création contemporaine des chefs-d'oeuvre de Watteau, la suite des Aventures de Télémaque reflète enfin le goût précieux et raffiné de la culture rococo en train d'éclore...
De verschillende tekeningen in het album illustreren het leven en de avonturen van Telemachus, zoon van de Griekse krijgsheer Odysseus.

## Achtergrond
Het album werd op 25 mei 2018 door de Koning Boudewijnstichting, via het Fonds Marie Jeanne Dauchy, verworven waarna het in bruikleen werd toevertrouwd aan de Koninklijke Bibliotheek van België.